# Marionetka

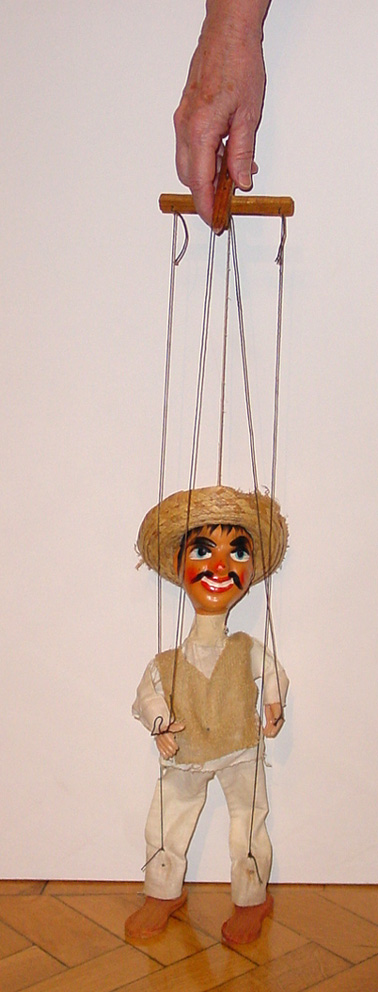
Marionetka

Marionetka – lalka teatralna poruszana (od góry) za pomocą nitek lub drucików zawieszonych na tzw. krzyżaku. Każda linka jest przymocowana do innej, oddzielnej części ciała marionetki i przy ruchu krzyżaka są one poruszane. W przeciwieństwie do pacynki – lalki zakładanej na dłoń – marionetka może przedstawiać całą postać.

## Historia
Lalki poruszane za pomocą sznurków były znane w starożytnym Egipcie, Rzymie i Grecji. Grecy nazywali je agalmata nevrospasta. Początkowo ruchomą miały tylko głowę, potem dodano ruchome kończyny. W średniowieczu marionetki były znane w całej Europie. W XVII wieku teatr lalek rozwijał się we Francji, gdzie na dworze Ludwika XIV występowali lalkarze Jean i François Brioché. W Anglii popularna była marionetka Punch. W Polsce teatrzyk marionetkowy pojawił się na dworze króla Władysława IV Wazy. W XX-leciu międzywojennym Stanisław Ligoń stworzył Teatr Marionetek, a w Wilnie działał Teatr Łątek Olgi Totwen. W 1947 Olga, Irena i Ewa Totwen przeniosły teatr do Gdańska. Po upaństwowieniu w 1950 i usunięciu rok później Ewy i Olgi Totwen teatr przestał istnieć. W Krakowie Zofia i Władysław Jarema stworzyli Teatr Lalki, Maski i Aktora „Groteska”. Po ich wyjeździe do Paryża w latach 1946–1948 kierował nim Henryk Ryl. W 1948 przeniósł się do Łodzi tworząc Teatr Lalek Arlekin.
Marionetki możemy podzielić na: poruszane od góry (ich odmianą jest lalka sycylijka, która do głowy ma przytwierdzony sztywny drut), poruszane z boku (lalki á la Planchette) i od dołu.